# Gare d'Aubigny-au-Bac
Ne doit pas être confondu avec Gare d'Aubigny-en-Artois.
La gare d'Aubigny-au-Bac est une gare ferroviaire française de la ligne de Saint-Just-en-Chaussée à Douai, située sur le territoire de la commune d'Aubigny-au-Bac dans le département du Nord, en région Hauts-de-France. 
Elle est mise en service en 1881 par la Compagnie des chemins de fer de Picardie et des Flandres avant de devenir une gare de la Compagnie des chemins de fer du Nord en 1883. C'est une halte voyageurs de la Société nationale des chemins de fer français (SNCF), desservie par des trains TER Hauts-de-France.

## Situation ferroviaire
Établie à 40 mètres d'altitude, la gare d'Aubigny-au-Bac est située au point kilométrique (PK) 208,9 de la ligne de Saint-Just-en-Chaussée à Douai, entre les gares ouvertes de Cambrai et de Brunémont. C'était une gare de bifurcation, origine de la ligne d'Aubigny-au-Bac à Somain (fermée).

## Histoire
La gare d'Aubigny est prévue dans le projet du tracé de la ligne de Cambrai à Douai concédée à la Compagnie des chemins de fer de Picardie et des Flandres. En août 1880, la construction de la gare est presque achevée et elle doit être mise en service lors de l'ouverture de la ligne prévue en 1881.

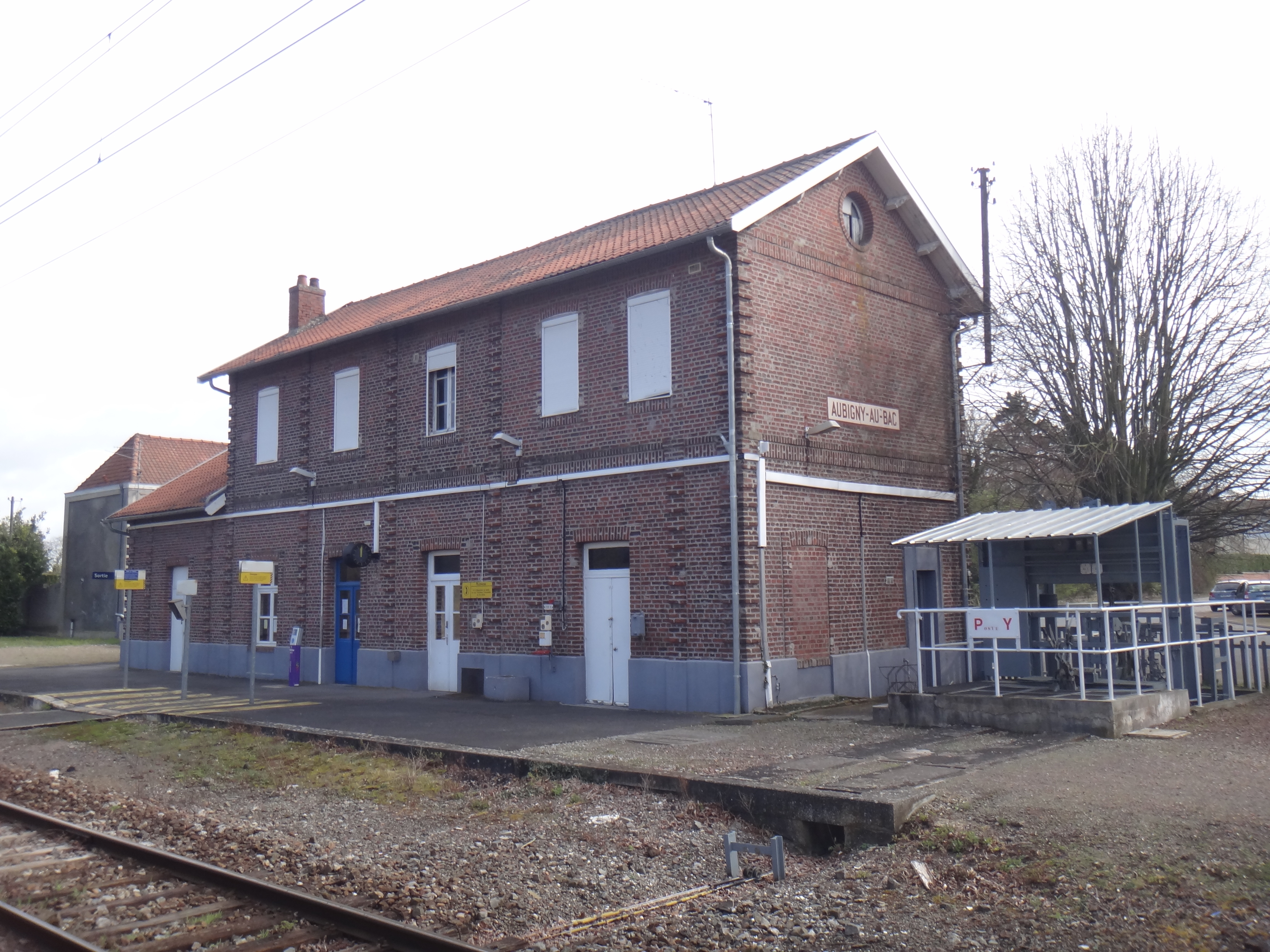
Vue depuis les voies.

## Service des voyageurs

### Accueil
Halte SNCF, c'est un point d'arrêt non géré (PANG) à accès libre. Elle est équipée d'automates pour l'achat de titres de transport. Néanmoins le bâtiment voyageurs est ouvert du lundi au samedi et fermé les samedis, dimanches et jours fériés.

### Desserte
Aubigny-au-Bac est desservie par des trains TER Hauts-de-France qui effectuent des missions entre les gares de Lille-Flandres, ou de Douai, et de Saint-Quentin, ou de Cambrai.

### Intermodalité
Un parking pour les véhicules y est aménagé.